# Javier Zapata
Javier Zapata Villada (* 16. Oktober 1969) ist ein ehemaliger kolumbianischer Radrennfahrer.
Javier Zapata entschied im Laufe seiner Karriere als Aktiver vier Etappen der Vuelta a Colombia für sich, nachdem er schon 1989 eine Etappe bei der U23-Austragung dieser Rundfahrt gewonnen hatte. 1993, 2000 und 2001 siegte er in der Vuelta a Antioquia. 1996 startete er bei den Olympischen Spielen in Atlanta: im Einzelzeitfahren belegte er Platz 37 und im Straßenrennen Platz 84. 1995 siegte er in der Vuelta a Cundinamarca. Drei Mal belegte er bei nationalen Meisterschaften im Straßenrennen den zweiten Rang. 2004 gewann er das Rennen Doble Sucre Potosí, 2008 eine Etappe der Vuelta a Bolivia.
Nach dem Ende seiner Karriere als Radrennfahrer gelangen Zapata fünf Rekorde im Fahrrad-Trial im Guinness-Buch der Rekorde. Außerdem wurde er im Jahr 2016 Direktor der Radsport-Veranstaltungsserie Clásico El Colombiano.

## Erfolge
1989
- eine Etappe Vuelta a Colombia (U23)

1993
- eine Etappe Vuelta a Colombia

1997
- Gesamtwertung Vuelta a Venezuela

1999
- eine Etappe Vuelta a Colombia

2000
- eine Etappe Argentinien-Rundfahrt

2001
- eine Etappe Vuelta a Colombia

2004
- Gesamtwertung und eine Etappe Doble Sucre Potosí

2005
- eine Etappe Vuelta a Colombia

2008
- eine Etappe Vuelta a Bolivia

## Teams
- 1993–1996 Aguardiente Antioqueño-Lotería de Medellín / Gobernacion de Antioquia-Loteria de Medellin
- 1998 Kross-Selle Italia
- 2001–2004 05 Orbitel
- 2007–2008 Caico Cycling Team